# Amphixystis anachoreta
Amphixystis anachoreta är en fjärilsart som beskrevs av Edward Meyrick 1921. Amphixystis anachoreta ingår i släktet Amphixystis och familjen äkta malar.
Artens utbredningsområde är Zimbabwe. Inga underarter finns listade i Catalogue of Life.